# Mori Yuto
Mori Yuto (森  勇人 Mori Yūto, sinh ngày 21 tháng 4 năm 1995 ở Anjo, Aichi, Nhật Bản) là một cầu thủ bóng đá người Nhật Bản thi đấu ở vị trí tiền vệ cho Gamba Osaka ở J1 League và cho đội U-23 ở J3 League.   He previous thi đấu cho Nagoya Grampus.

## Sự nghiệp

### Nagoya Grampus
Mori ra mắt chính thức cho Nagoya Grampus ở J. League Division 1, J. League Cup ngày 19 tháng 3 năm 2014 trước Ventforet Kofu ở Sân vận động Điền kinh Mizuho ở Nagoya, Nhật Bản. Anh đá chính và được thay ra ở phút thứ 67 thay bởi Ryota Aoki. Mori và câu lạc bộ của anh nhận thất bại 1-0.

## Thống kê sự nghiệp câu lạc bộ
Updated 11 tháng 6 năm 2018.
| Thành tích câu lạc bộ | Thành tích câu lạc bộ | Thành tích câu lạc bộ | Giải vô địch | Giải vô địch | Cúp                   | Cúp                   | Cúp Liên đoàn | Cúp Liên đoàn | Châu lục | Châu lục  | Tổng cộng | Tổng cộng |
| Mùa giải              | Câu lạc bộ            | Giải vô địch          | Số trận      | Bàn thắng    | Số trận               | Bàn thắng             | Số trận       | Bàn thắng     | Số trận  | Bàn thắng | Số trận   | Bàn thắng |
| Nhật Bản              | Nhật Bản              | Nhật Bản              | Giải vô địch | Giải vô địch | Cúp Hoàng đế Nhật Bản | Cúp Hoàng đế Nhật Bản | J. League Cup | J. League Cup | Châu Á   | Châu Á    | Tổng cộng | Tổng cộng |
| --------------------- | --------------------- | --------------------- | ------------ | ------------ | --------------------- | --------------------- | ------------- | ------------- | -------- | --------- | --------- | --------- |
| 2014                  | Nagoya Grampus        | J1                    | 0            | 0            | 0                     | 0                     | 1             | 0             | -        | -         | 1         | 0         |
| 2015                  | Nagoya Grampus        | J1                    | 0            | 0            | 1                     | 0                     | 1             | 0             | -        | -         | 2         | 0         |
| 2016                  | Nagoya Grampus        | J1                    | 0            | 0            | 0                     | 0                     | 2             | 0             | -        | -         | 2         | 0         |
| Tổng                  | Tổng                  | Tổng                  | 0            | 0            | 1                     | 0                     | 4             | 0             | -        | -         | 5         | 0         |
| 2017                  | Gamba Osaka           | J1                    | 0            | 0            | 0                     | 0                     | 0             | 0             | 0        | 0         | 0         | 0         |
| 2018                  | Gamba Osaka           | J1                    | 1            | 0            | 1                     | 0                     | 4             | 0             | -        | -         | 6         | 0         |
| Tổng                  | Tổng                  | Tổng                  | 1            | 0            | 1                     | 0                     | 4             | 0             | 0        | 0         | 6         | 0         |
| Tổng cộng sự nghiệp   | Tổng cộng sự nghiệp   | Tổng cộng sự nghiệp   | 1            | 0            | 2                     | 0                     | 8             | 0             | -        | -         | 11        | 0         |

Thành tích đội dự bị
| Thành tích câu lạc bộ | Thành tích câu lạc bộ   | Thành tích câu lạc bộ | Giải vô địch | Giải vô địch | Tổng cộng | Tổng cộng |
| Mùa giải              | Câu lạc bộ              | Giải vô địch          | Số trận      | Bàn thắng    | Số trận   | Bàn thắng |
| Nhật Bản              | Nhật Bản                | Nhật Bản              | Giải vô địch | Giải vô địch | Tổng cộng | Tổng cộng |
| --------------------- | ----------------------- | --------------------- | ------------ | ------------ | --------- | --------- |
| 2014                  | J.League U-22 Selection | J3                    | 2            | 0            | 2         | 0         |
| 2015                  | J.League U-22 Selection | J3                    | 1            | 0            | 1         | 0         |
| 2017                  | U-23 Gamba Osaka        | J3                    | 24           | 3            | 24        | 3         |
| 2018                  | U-23 Gamba Osaka        | J3                    | 11           | 0            | 11        | 0         |
| Tổng cộng sự nghiệp   | Tổng cộng sự nghiệp     | Tổng cộng sự nghiệp   | 38           | 3            | 38        | 3         |